# Klemm Kl 32
Il Klemm L 32, identificato successivamente dal Reichsluftfahrtministerium (RLM) Kl 32, era un monomotore da turismo sportivo e da addestramento triposto ad ala bassa a sbalzo, prodotto dall'azienda tedesca Leichtflugzeugbau Klemm GmbH nei primi anni trenta.
Derivato dal precedente L 31 (poi Kl 31), ne manteneva l'aspetto generale tranne per le dimensioni leggermente ridotte, un abitacolo a tre posti e la costruzione interamente lignea. Anch'esso destinato al mercato dell'aviazione generale, venne utilizzato, oltre che da utenti civili, nelle scuole di volo della Luftwaffe durante il periodo prebellico.

## Storia del progetto
Il buon successo sul mercato ottenuto con l'L 31 del 1931 indusse Hanns Klemm, proprietario dell'azienda aeronautica che portava il suo nome, ad affidare lo sviluppo al suo progettista Robert Lusser di un modello derivato ad alte prestazioni e destinato alle competizioni aeronautiche riservate ai modelli da turismo.
Lusser al fine di aumentarne le prestazioni generali apportò sostanziali modifiche che, pur lasciandone essenzialmente inalterato l'aspetto esteriore, riguardavano una sensibile riduzione della massa complessiva. Invece della soluzione mista del suo predecessore il nuovo modello, che assunse la designazione L 32, era realizzato interamente in legno e presentava misure inferiori in lunghezza, altezza ed apertura alare. Inoltre l'abitacolo venne ridotto dai 4 posti dell'L 31 a soli tre per un risparmio complessivo di oltre 200 kg nel peso a vuoto del velivolo. Anche in questo caso per meglio assecondare le preferenze dei clienti il velivolo manteneva la capacità di essere equipaggiato con diverse motorizzazioni e dalla diversa architettura.
Il prototipo venne portato in volo con successo nel 1932 e nel corso dello stesso anno avviato alla produzione in serie, che si protrasse fino al 1935 quando venne sospesa attestandosi ad un totale di 60 esemplari.
Pur mantenendo negli anni un aspetto fondamentalmente identico, nelle sue numerose versioni venne dotato di diverse tipologie di motori sia radiali che in linea tra i quali Bramo Sh 14, Argus As 8, de Havilland Gipsy e Hirth HM 150, tutti accoppiati ad un'elica bipala.

## Tecnica
Il Kl 32 era un velivolo dall'aspetto convenzionale, basato sui precedenti modelli sviluppati dall'azienda e del quale manteneva le caratteristiche salienti: monomotore, monoplano e carrello fisso.
La fusoliera, realizzata in legno con rivestimento di pannelli in compensato, era caratterizzata dalla presenza di una cabina di pilotaggio chiusa dove potevano trovare posto il pilota ed altri due membri dell'equipaggio. Posteriormente terminava in un impennaggio classico monoderiva con piani orizzontali montati a sbalzo leggermente avanzati rispetto all'elemento verticale.
La configurazione alare era monoplana, con ala montata bassa sulla fusoliera, realizzata con una parte centrale alla quale erano poi collegate le due semiali.
Il carrello d'atterraggio era un semplice biciclo fisso, collegato alla parte inferiore della fusoliera tramite una struttura tubolare ed ammortizzata, dotato di ruote carenate per diminuire la resistenza all'avanzamento ed integrato posteriormente da un pattino d'appoggio anch'esso ammortizzato.

## Impiego operativo
Il Kl 32, al pari dei suoi predecessori, cominciò ad essere utilizzato da piloti privati nelle competizioni aeree del periodo destinate a velivoli di quella categoria riscuotendo un buon numero di successi. Tra i piloti ad ottenere risultati ci furono lo stesso Robert Lusser, Wolf Hirth e Reinhold Poss.
Con l'avvento del regime nazista e l'istituzione del Reichsluftfahrtministerium (RLM), il ministero deputato all'intero controllo dell'aviazione civile e militare tedesca del periodo, il modello adottò il suffisso "Kl" destinato all'azienda ed alcuni esemplari vennero adottati dalle scuole di volo della Luftwaffe in qualità di aereo da addestramento e da collegamento.